# Jean-Robert Argand
Jean-Robert Argand (Genebra, 18 de julho de 1768 — Paris, 13 de agosto de 1822) foi um livreiro e matemático amador francês, nascido na Suíça.
Filho do joalheiro Jacques Argand e de Eve Carnac. De 1791 a 1794 participou da revolução da República de Genebra em diferentes cargos de liderança. Depois mudou-se primeiramente para Sèvres, e mais tarde para Paris.
Argand publicou em 1806 uma interpretação geométrica dos números complexos, o Diagrama de Argand. Esta descrição geométrica dos números complexos também é associada ao nome de Gauss, embora anteriormente a Gauss, Caspar Wessel também tenha descrito o diagrama.

## Obras
- Teste em uma forma de representar as quantidades imaginárias nas construções geométricas. Paris, 1806 (2ª edição 1874).